# Hays (Kansas)
Hays település az Amerikai Egyesült Államok Kansas államában, Ellis megyében, melynek megyeszékhelye is. Lakosainak száma 21 116 fő (2020. április 1.).

## Népesség
A település népességének változása:

| 2010 | 20 510 |
| 2020 | 21 116 |